# 空気分離装置
空気分離装置（くうきぶんりそうち、英: air separation unit、ASU）とは、空気を分離し、酸素・窒素・アルゴンなどの産業ガスを製品として製造する装置のことである。製品名より、酸素製造装置、窒素製造装置と呼称されることもある。

## 概要
空気分離装置のプロセスには下記の3種類が実用化されている。なお、各プロセスのシェアは2010年代において、深冷分離、吸着分離、膜分離の順に高い。
深冷分離法
空気を極低温（一般に-170℃以下）まで冷却し、液化させ蒸留により分離する方法。 酸素・窒素・アルゴンなど、空気中の組成物のほぼ全てを高純度で得ることができる。一方、極低温までの冷却が必要となるため、設備が大きくなる、起動に時間がかかるというような欠点がある。なお、酸素量8,000Nm3/h以上の大規模な空気分離装置は、ほぼすべて深冷分離法を採用している。
吸着分離法
ゼオライトのような吸着剤は窒素を選択的に吸着する。この吸着特性により、空気を分離する方法のこと。通常、アルゴンと酸素を分離できないので高純度の酸素を得ることは難しい。深冷分離法と比較して、設備がコンパクト、低コスト、起動が早いなどの特徴がある。欠点としては、バルブの切り替えが頻繁、吸着剤の劣化等メンテナンスコストが高いこと、大型化（酸素量8,000Nm3/h以上）が難しいことが挙げられる。
膜分離法
ポリイミドなどの高分子膜では、酸素・窒素の透過速度が異なる。吸着分離法と比較してさらにシンプルかつ、コンパクトなプロセスである。とはいえ、吸着分離と比較してエネルギー消費量が大きい、設備コストが高いなどの課題があるため、吸着分離法よりも低いシェアとなっている。